# Вулька-Паненьска
Вулька-Паненьска (пол. Wólka Panieńska) — деревня в Замойском повете Люблинского воеводства Польши. Входит в состав гмины Замость. Находится примерно в 5 км к юго-востоку от центра города Замосць. По данным переписи 2011 года, в деревне проживало 609 человек.
В 1975—1998 годах деревня входила в состав Замойского воеводства.

## Население
Демографическая структура по состоянию на 31 марта 2011 года:
|         | Всего | До трудоспособного возраста | Трудоспособного возраста | Старше трудоспособного возраста |
| ------- | ----- | --------------------------- | ------------------------ | ------------------------------- |
| Мужчины | 308   | 81                          | 205                      | 22                              |
| Женщины | 301   | 61                          | 200                      | 40                              |
| Всего   | 609   | 142                         | 405                      | 62                              |